# Масакр у Јошевици
Масакр у Јошевици био је злочин који су починиле паравојне снаге крајишких Срба у хрватском селу Јошевица током рата у Хрватској. Убиства цивила су се догодила 16. децембра 1991. године.
Српске паравојне снаге убиле су 21 хрватског цивила у селу Јошевица код Глине. Српске паравојне формације су били припадници извиђачко-диверзантске групе локалне Територијалне одбране Глине. Ушли су у село 16. децембра 1991. наоружани аутоматима са пригушивачима и пуцали на хрватске цивиле у њиховим кућама. Један цивил је преживео напад са тешким ранама. После неколико недеља, српске паравојне снаге су извршиле још један масакр, убивши још 3 Хрвата. Жртве су углавном биле жене и старци, док су четири жртве биле деца од 10 до 16 година.
У то време није било активних борби на подручју Јошевице, јер су снаге побуњених Срба већ биле заузеле то подручје. Српски војни команданти су такође дали гаранције локалним Хрватима да ће уживати мир и сигурност ако не буду учествовали у оружаном отпору. Спекулише се да су српске паравојне формације можда починиле масакр у знак освете за губитке које су претрпели у борби са Хрватском војском 12. и 13. децембра 1991. године.

## Истрага
У то време, Никола Сужњевић, истражни судија у служби тадашње Републике Српске Крајине (2008. члан Градског већа Глине) је истражио догађаје и направио детаљан записник са прецизним списком жртава и опис како су те особе убијене. Упркос томе, окупационе власти РСК нису предузеле даље радње, а починиоци нису процесуирани, упркос постојању сведока који су навели имена жртава.
Државно одвјетништво Републике Хрватске (ДОРХ) подигло је оптужницу против шест држављана Републике Србије за случај Јошевица. Сви су отишли у Србију 1995. године након хрватске операције Бљесак, где су се настанили. ДОРХ је подигао оптужницу скоро 17 година након догађаја.